# Вранчич, Антун

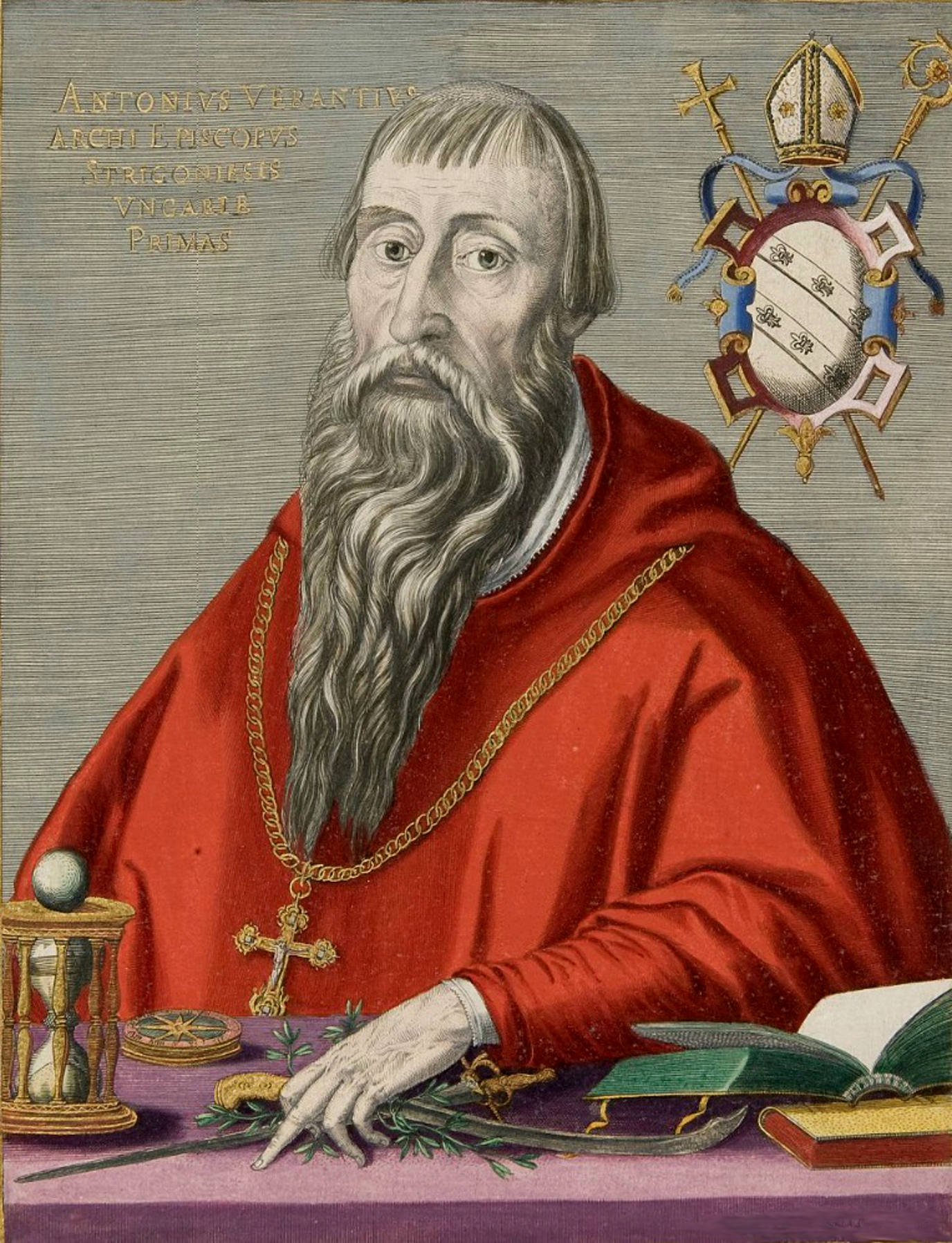
Антун Вранчич

Кардинал А́нтун Вра́нчич, Антал Веранчич, Веранций (хорв. Antun Vrančić, итал. Antonio Veranzio, венг. Verancsics Antal, лат. Antonius Verantius; 29 мая 1504, Шибеник — 15 июня 1573, Прешов) — венгерский епископ, писатель, историк, переводчик и дипломат хорватского происхождения. В 1569—1573 годах был архиепископом Эстергома. Дядя учёного и гуманиста Фауста Вранчича.

## Биография
Антун Вранчич родился в далматинском Шибенике, который в XVI веке входил в состав Венецианской республики. По некоторым данным семья Вранчича переехала в Шибеник с территории современной Боснии и Герцеговины, спасаясь от турецкого нашествия. Вранчичи были в родстве с некоторыми знатными хорватскими домами, в частности их родственником был Петар Бериславич, бан Хорватии в 1513—1520 годах, который принимал участие в судьбе и образовании юного Антуна. После обучения в Падуе, Вене и Кракове Вранчич в 26-летнем возрасте поступил на дипломатическую службу к королю Венгрии Яношу Запольяи, после его смерти служил королеве-регентше Изабелле Ягеллонке. С дипломатическими поручениями посещал Польшу, Италию, Францию, Англию; по поручениям императоров Фердинанда I и Максимилиана II дважды ездил в Стамбул в 1553 и 1567 годах. Целью обеих поездок была подготовка мирного договора между державой Габсбургов и Османской империей.
Параллельно развивалась и церковная карьера Вранчича, в 1554 году он был рукоположен в епископы и стал епископом Печа, в 1560 году занял Эгерскую кафедру, а в 1569 году достиг высшего поста в венгерской церковной иерархии, став архиепископом Эстергома и примасом Венгрии. В 1573 году папа Григорий XIII назначил Вранчича кардиналом, но тот скончался буквально через несколько дней после назначения. Похоронен в церкви Святого Николая в Трнаве.

## Наследие
Вранчич был одним из образованнейших людей своего времени, владел множеством языков, включая турецкий, состоял в переписке с Эразмом Роттердамским и Филиппом Меланхтоном. Он перевёл с турецкого на латынь анонимную турецкую хронику времён Баязета II. Собственные исторические труды Вранчича посвящены венгерско-турецким отношениям и борьбе Яноша Запольяи с Фердинандом Габсбургом. Сохранилось около 4000 писем Вранчича, которые служат важным источником по истории XVI века. Вранчич — автор ряда лирических стихотворений и философских трактатов. Писал на латинском языке. Полное собрание его сочинений в 12 томах было издано венгерской Академией.